# Pitseng (Botswana)
Pitseng – wieś w Botswanie w dystrykcie Southern. Według spisu ludności z 2011 roku wieś liczyła 1074 mieszkańców.